# Ključ (1965.)
Ključ je hrvatski dugometražni film iz 1965. godine.

## O filmu
Film Ključ snimljen je u tri dijela: I. dio nazvan Duga ulica režirao je Vanča Kljaković, II. dio Čekati Krsto Papić, a III. Poslije predstave Antun Vrdoljak. Trojica spomenutih redatelja tim su filmskim ostvarenjima debitirali u hrvatskoj kinematografiji.

## Glumačka postava

### Duga ulica
- Božidar Boban kao Boris
- Jagoda Kaloper kao Vera
- Kruno Valentić kao milicajac

### Čekati
- Marija Lojk kao Sonja
- Slobodan Dimitrijević kao Ivan
- Tana Mascarelli kao Amalija Jurak
- Fabijan Šovagović kao Marko
- Branko Špoljar kao liječnik
- Stevo Krnjajić kao ratoboran tip u kinu

### Poslije predstave
- Sven Lasta kao muž
- Ljubica Jović kao žena
- Zvonimir Rogoz kao recepcioner #1
- Vanja Drach kao recepcioner #2
- Relja Bašić kao gost u hotelu